# Selwyn Edge
Pour les articles homonymes, voir Edge.

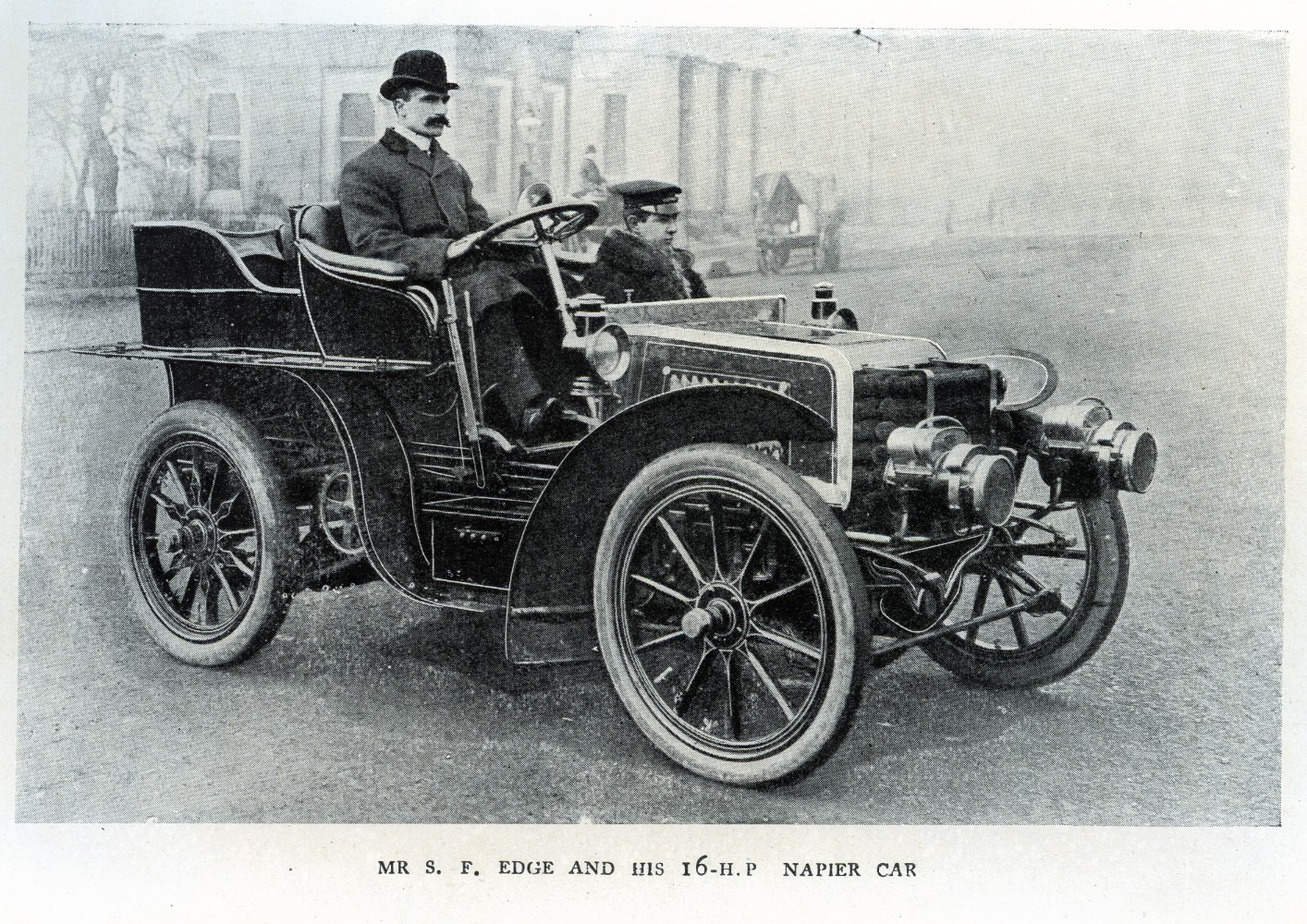
S. F. Edge dans sa Napier 16HP.

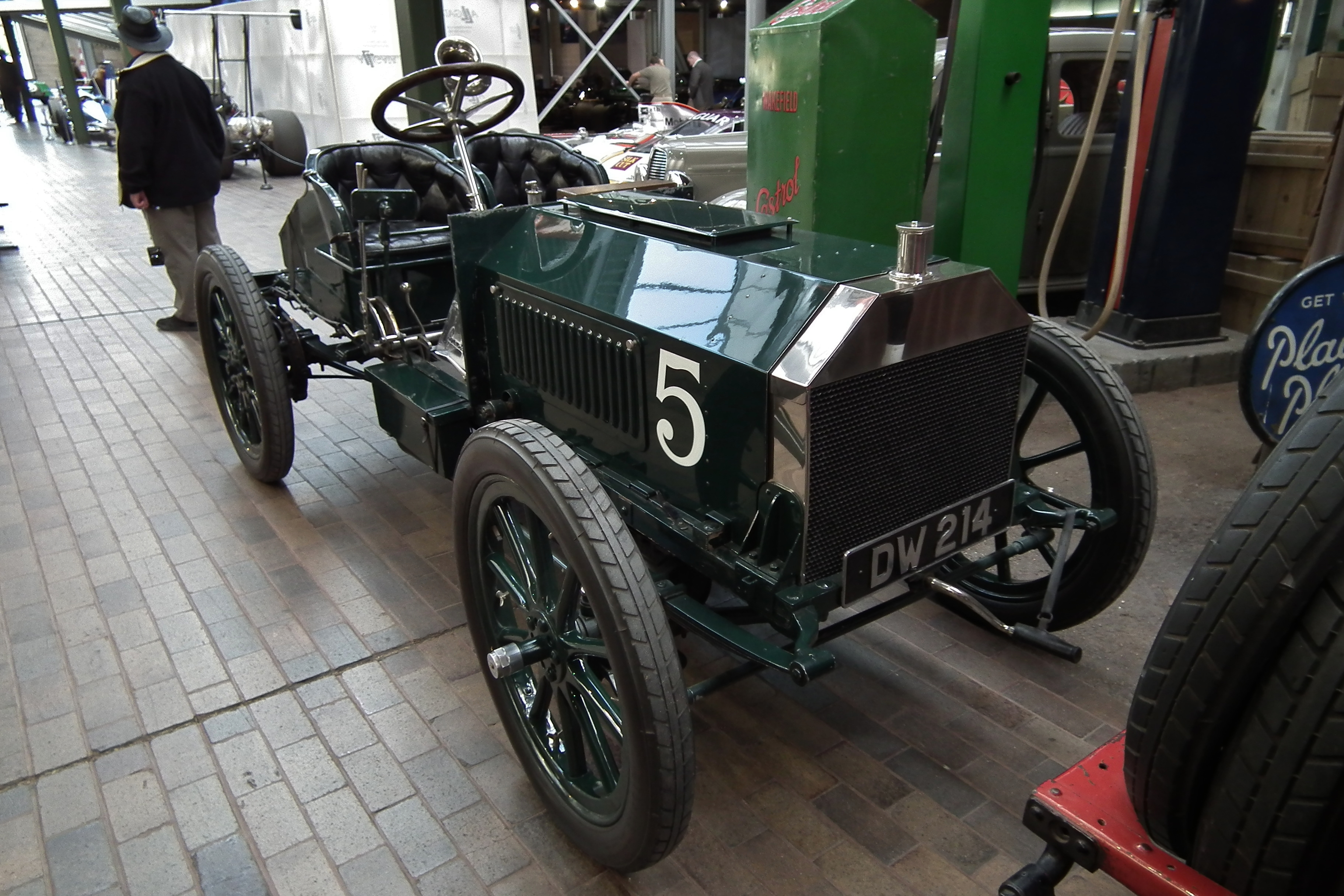
Deux des trois Napier engagées lors de la…

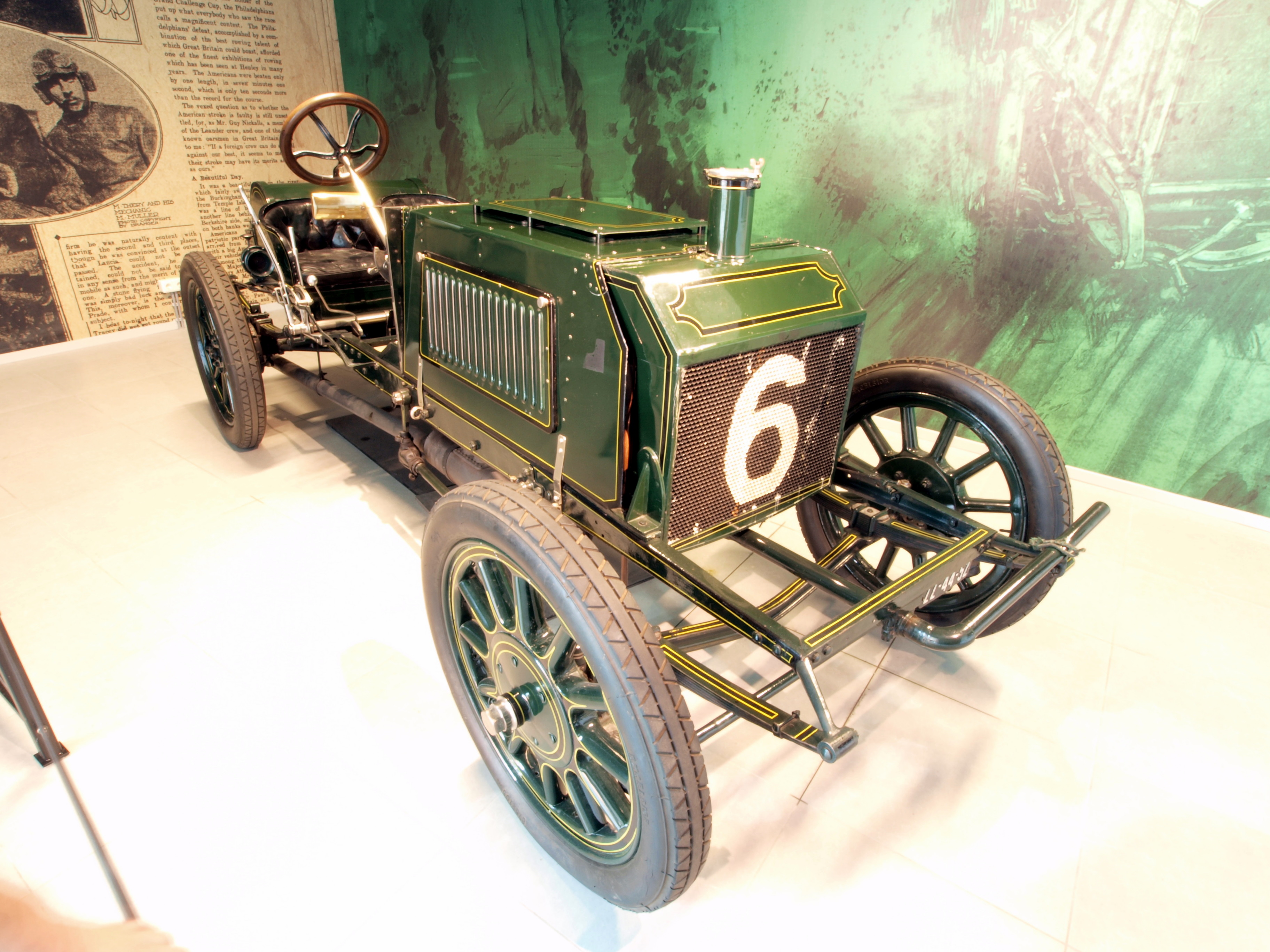
… Coupe Gordon Bennett de 1903 (toutes pour la première fois peintes en vert, la première ayant été détruite par Charles Jarrott).

Selwyn Francis Edge, dit S. F. Edge, né le 29 mars 1868 à Concord (Sydney, Nouvelle-Galles du Sud) et mort le 12 février 1940 à Eastbourne à près de 72 ans, est un pilote automobile et homme d'affaires australien. 
Il fut aussi bien performant en course sur de courtes, que de moyennes ou de longues distances.

## Biographie
Arrivé à Londres à l'âge de trois ans, il dispute à partir de l'adolescence des courses cyclistes sur tandems et bicyclettes à bandages pleins (Historiquement, les roues sont entourées de bandages métalliques, puis en caoutchouc plein, puis en  caoutchouc creux, remplis d'air(Pneuma) qu'on nomme pneumatiques puis pneus.) devenant alors chef d'équipe au dépôt londonien de Dunlop. Durant cette période, où il termine notamment troisième du premier Bordeaux-Paris, il se rend à Paris en 1895 chez son ami Fernand Charron lui aussi coureur cycliste, qui lui apprend à conduire sur une automobile Panhard & Levassor. En 1896, il s'achète une De Dion-Bouton, marque avec laquelle il s'inscrit à la course Paris-Bordeaux de 1899, devenant la même année importateur (entre autres) de celle-ci pour l'Empire britannique, en association avec deux pionniers de la motorisation, Charles Jarrott et Herbert Duncan. Il devient alors l'ami d'un autre ancien coureur cycliste, Montague Napier (en), un ingénieur automobile de Lambeth auquel il demande d'apporter des améliorations à sa nouvelle Panhard pour disputer quelques épreuves durant près de deux ans et, qui avait déjà terminé deuxième du Paris-Marseille entre les mains de René de Knyff en 1896, puis été transportée le 14 novembre de la même année en Angleterre pour y disputer l'épreuve de l'Emancipation Day. En 1899, Edge fonde la Motor Vehicle Company avec Harvey du Cros de Dunlop, pour revendre des véhicules aux performances modifiées par Napier, ainsi que des Gladiator et des Clément-Panhard fabriquées à Paris par Adolphe Clément-Bayard, ce dernier étant le dépositaire Dunlop pour la France. 
En 1900, Edge remporte une victoire de classe en conduisant la nouvelle Napier 8 HP 6 cylindres (vendue par son agence) d'Edward Kennard (devenu le passager) lors du Thousand milles du Royal Automobile Club sur un circuit Newbury-Édimbourg et retour (35 arrivants pour 64 partants), en figurant alors parmi les seuls 12 concurrents ayant respecté les vitesses moyennes imposées en Angleterre et en Écosse. La même année il doit abandonner sur problème d'allumage de sa Napier 16 HP 4 cylindres lors du Paris-Toulouse-Paris (course de près de 1 350 kilomètres), avec cette fois C. S. Rolls en personne comme mécanicien embarqué à bord de la voiture (engagée dans les véhicules lourds, de plus de 400 kilos), et en 1901, il fait une première incursion dans la Coupe automobile Gordon Bennett sur Napier 17,0 l, une voiture prise en main seulement quatre jours avant la course, avec Montague Napier comme mécanicien embarqué. Trop puissante pour ses pneumatiques Dunlop, elle est équipée de pneus français, ce qui entraîne sa disqualification sur le trajet Paris-Bordeaux, alors que l'équipage connaissait un problème d'embrayage. En fin d'année, Edge trouve son premier succès français à la course de côte de Gaillon, sur une 60 HP.
Une fois devenu gestionnaire des ventes des voitures de tourisme chez Napier & Fils, Edge découvre entre autres la championne automobile Dorothy Levitt en 1902, et il s'intéresse également au multiple recordman Clifford Earp.
Vainqueur sur Napier 40 HP de la Coupe Gordon Bennett 1902 où il était le seul représentant britannique (son cousin Cecil Edge servant de mécanicien de Paris à Innsbruck, et Adolphe Clément-Bayard les ayant dépanné en catastrophe de pignons de boîte de vitesses dans son atelier peu avant le départ), il est disqualifié l'année suivante sur Napier 80 HP type K5 (le concessionnaire Napier de Gênes Arthur McDonald étant mécanicien), ne faisant pas mieux avec la même voiture en Allemagne pour l'année 1904 alors que le 10 mai, il avait remporté les éliminatoires anglaises organisées sur l'île de Man. En 1903, il dut s'employer durablement pour arriver à imposer la vente de voitures de six cylindres sur le marché privatif londonien, faisant de Napier une marque synonyme de luxe et de puissance.
Edge remporte ensuite la toute première course de 24 heures consécutives organisée en Europe (des épreuves ont déjà été disputées sur 24 Heures aux États-Unis les 3 et 4 juillet 1905 au Driving Park de Columbus (Ohio), puis les 13 et 14 novembre de la même année sur l'ancien fairground d'Indianapolis), les 28 et 29 juin 1907 sur le nouvel autodrome de Brooklands, en parcourant avec son mécanicien de bord Joseph H. Blackburn une distance de 2 544,4 kilomètres à 106,06 km/h de moyenne (premier record mondial sur un jour, ayant tenu près de 18 ans, sur une Napier 60 HP T21 six. Sous sa direction, Napier domina les courses des deux premières années du circuit de Brooklands, puis, après que ses voitures de Grand Prix soient interdites d'entrée pour le Grand Prix de France 1908 au motif que leurs roues filaires détachables constituaient un avantage déloyal, la marque se retire de toute compétition.
Edge obtint le Trophée Dewar en 1910 pour sa performance dans le Londres-Édimbourg-Londres, encore avec une Napier de 60 HP.
En 1912, Montague Napier et lui se querellent sur la politique de commercialisation à tenir et, ils se séparent. Edge reçut 120 000 GBP sous condition: ne pas s'investir de nouveau dans l'industrie automobile pour une durée de sept années. Il dirige alors une société agricole de mise en batterie porcine et, durant la guerre, il est contrôleur de machines agricoles pour le compte du ministère de la guerre, son grand-oncle Norman Stone arrivant ainsi à démontrer l'intérêt de son premier tracteur Fordson aux instances gouvernementales et à saisir des parts de marché conséquentes sur ce nouveau créneau industriel.
Après le premier conflit mondial, il prend des parts de société chez AC Cars à partir de 1919 et en obtient le contrôle complet en 1922. L'année suivante, il dirigea aussi William Cubitt & Company devenue Holland and Hannen and Cubitts avec John Stewart Napier, une société qui produit des voitures à Aylesbury jusqu'en 1925 (branche arrêtée alors, car devenue trop déficitaire). En 1929, il solde ses intérêts chez AC, cette société ayant aussi connu de graves difficultés financières.
Edge obtint en 1922 un nouveau record mondial des 24 heures, cette fois sur 2 × 12 heures et de nouveau à Brooklands, avec 2 868,693 kilomètres parcourus sur une Spyker à la vitesse moyenne combinée de 119,53 km/h.

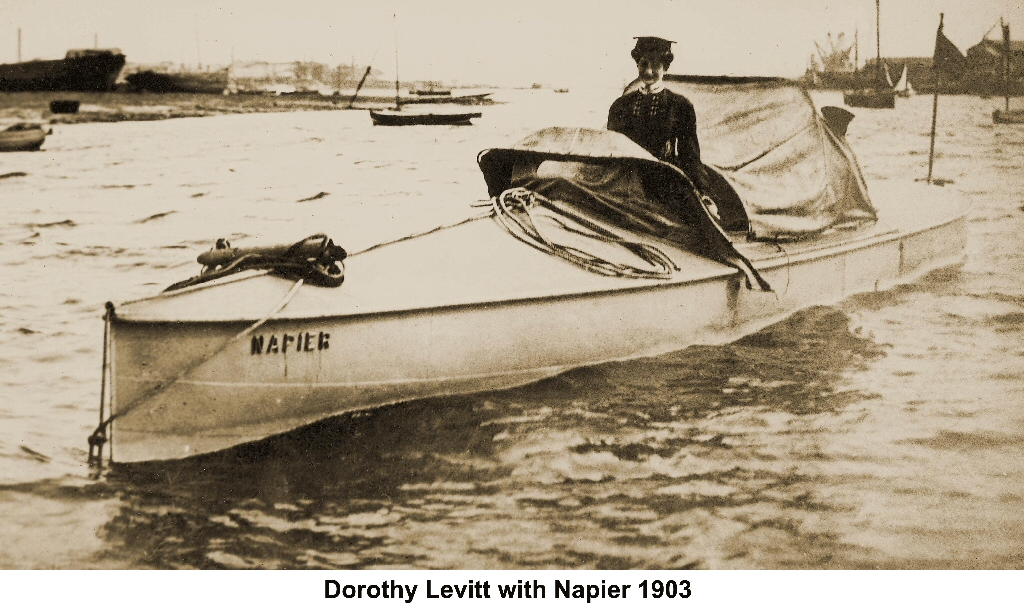
Dorothy Levitt sur le Napier de 75 HP, en 1903.

En 1937, il inaugure le circuit Campbell à Brooklands à bord de la Napier utilisée lors de la Coupe Gordon Bennett en 1903, puis il décède en 1940 dans une relative indifférence de la part du milieu automobile britannique.
Dans un autre type de compétition, il remporte aussi le premier Trophée Harmsworth (en) de 1903 organisée à Queenstown (maintenant Cobh, à Cork Harbour) en Irlande, avec ses pilotes Dorothy Levitt et E. Campbell Muir, en tant que propriétaire du Napier I (à la vitesse moyenne de 31,1 km/h). En avril 1904, il s'impose encore au Meeting de Monaco avec son Napier II dans la course des 100 kilomètres, en classe 12 mètres, alors que son Napier I terminait deuxième sans sa présence à la barre.

### Victoires en courses de côte
(en neuf années)
- Courses de côte[4]

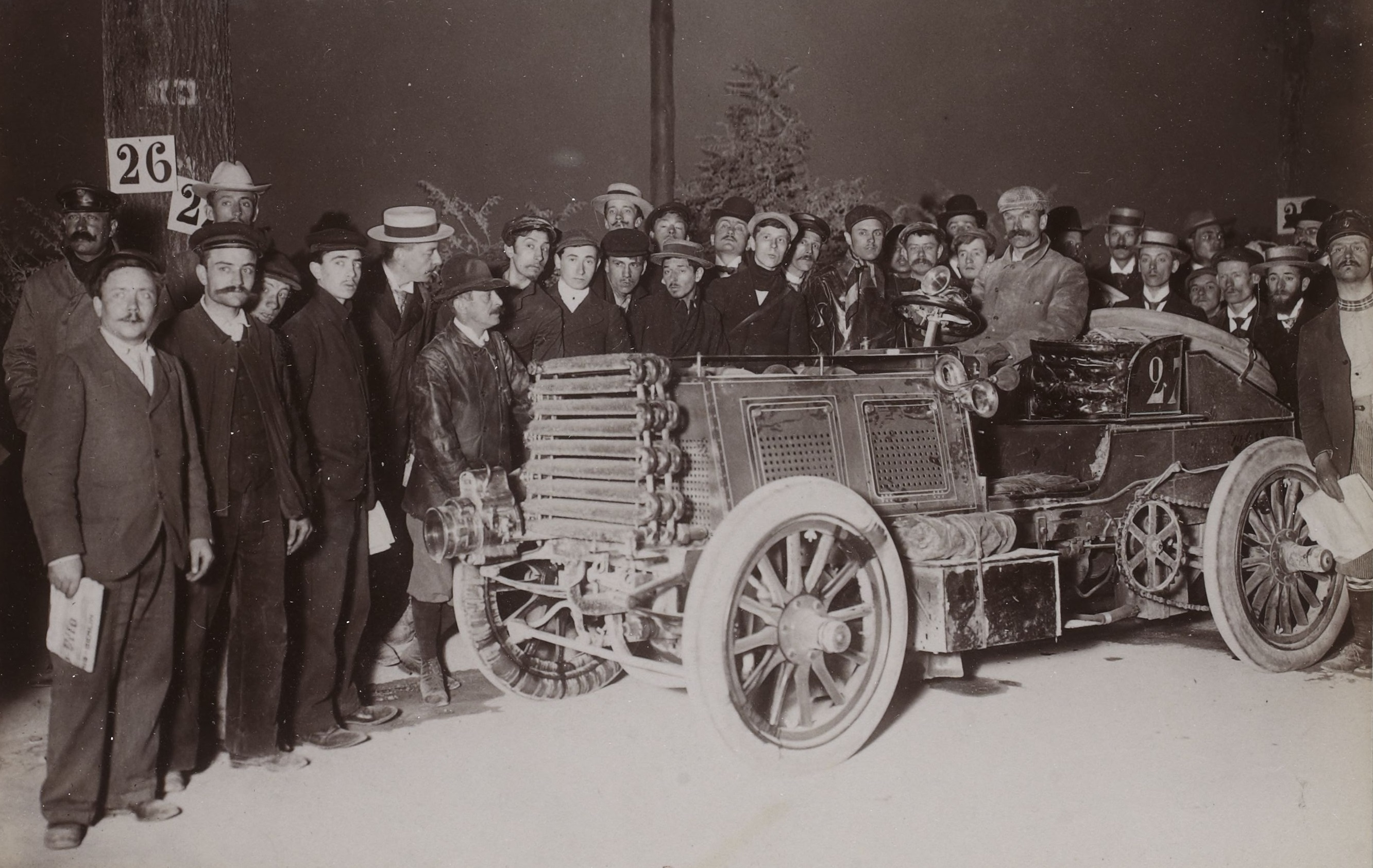
SF Edge au Paris-Berlin 1901.

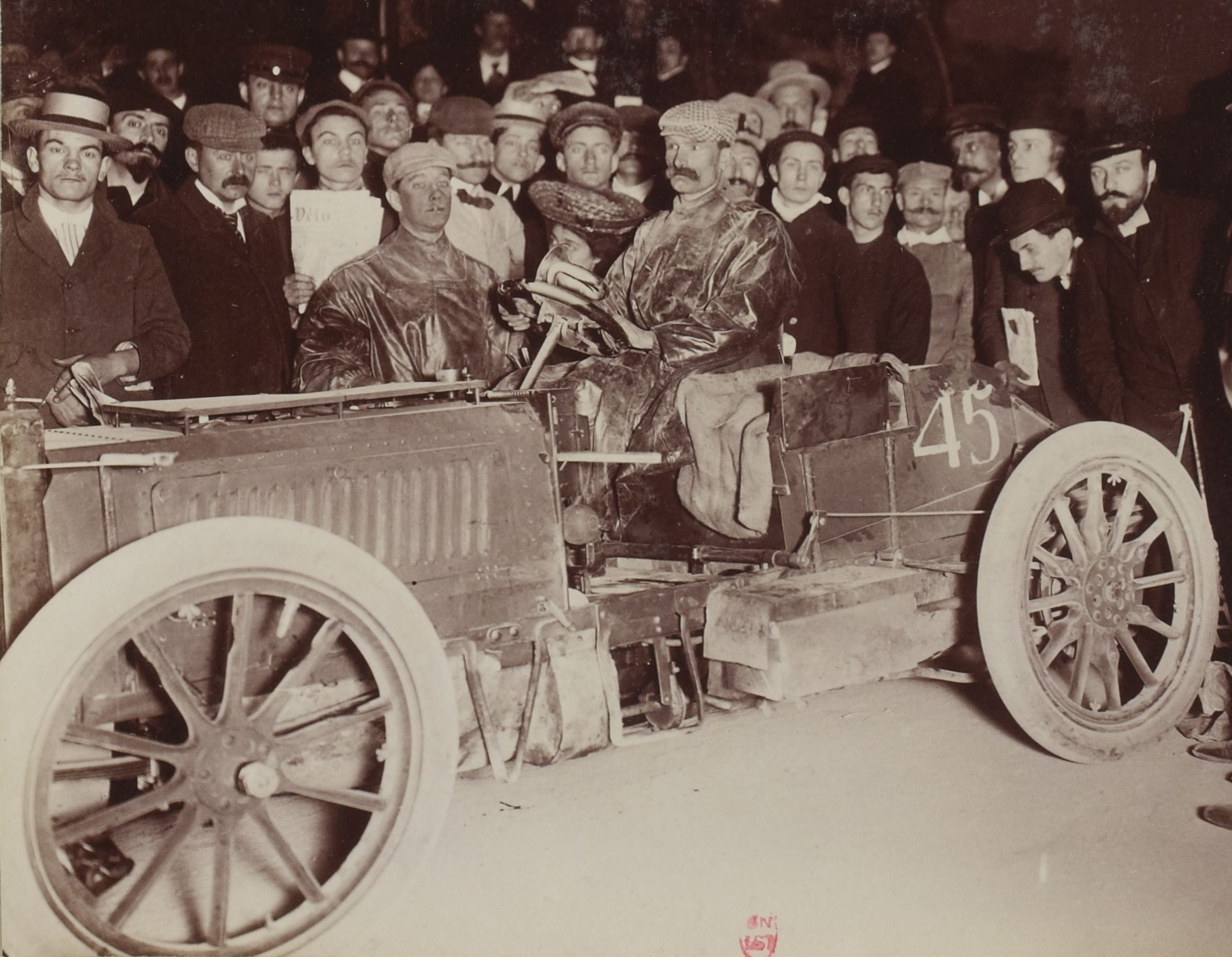
SF Edge au Paris-Vienne 1902, avec victoire dans la Coupe Gordon Bennett concomitante.

  - 1900 : Westerham Hill (tricycle Ariel)
  - 1901 : Tilburstowe Hill (Godstone, sur Napier 50 HP)
  - 1901 : Dashwood Hill (Napier 50 HP)
  - 1903 et 1904 : Kettleby Hill "Open" (Notts, sur Napier 80 HP)
  - 1904 : Port Vuillen (Ramsey-Laxey, sur Napier 80 HP)
  - 1904 : Sun Rising Hill (Napier)
  - 1904 et 1908 : Aston Hill (Aston Clinton, sur Napier, 60 HP la deuxième fois)
  - 1908 : Sharpenhoe Hill (nord ouest de Luton, sur Napier 40 HP)
  - 1908 : Ballynaslaughter (Napier 60 HP)

## Images

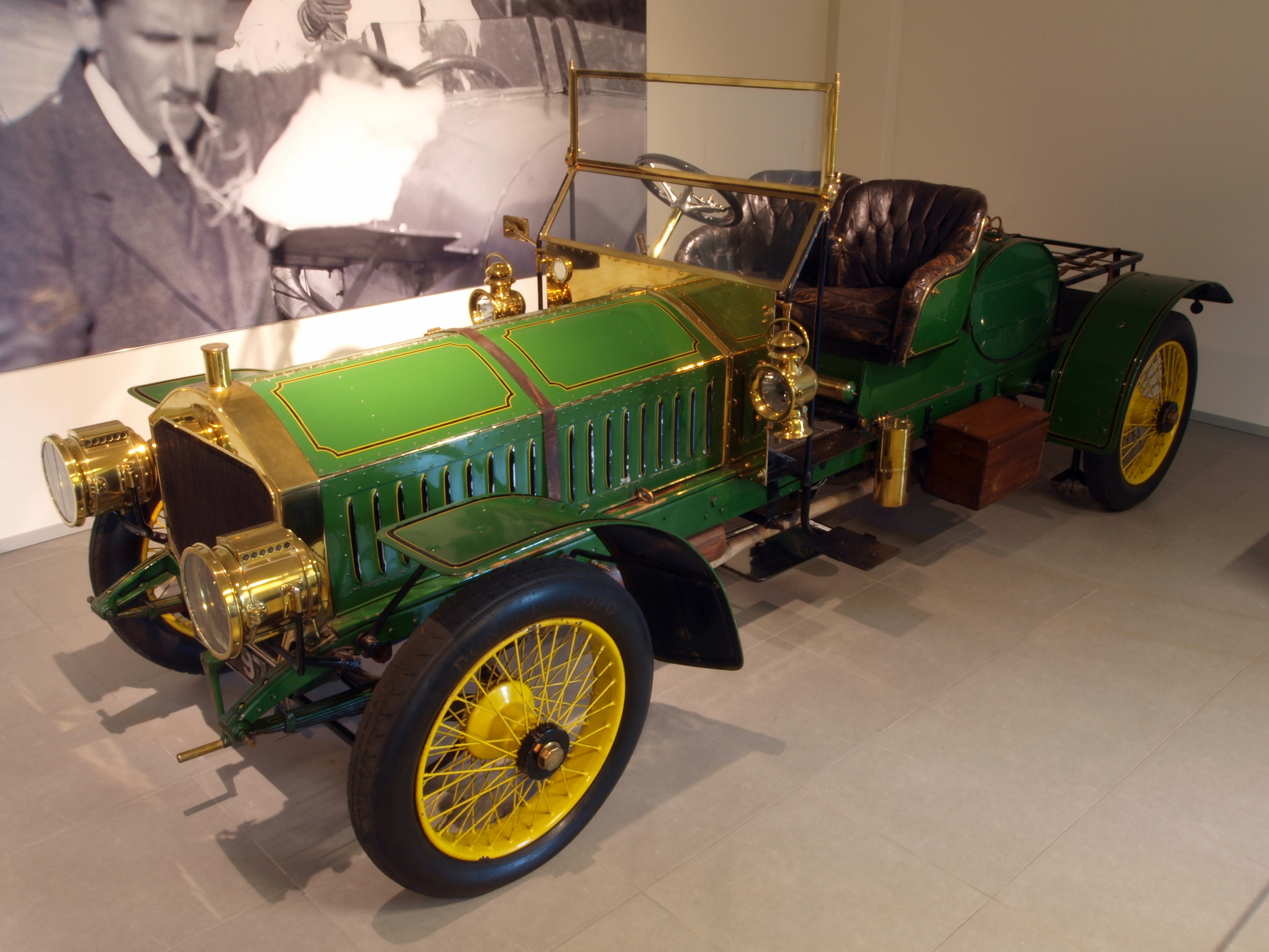
La Napier 60HP du record du monde des 24 heures par S.F. Edge en 1907 (Louwman museum, Pays-Bas).
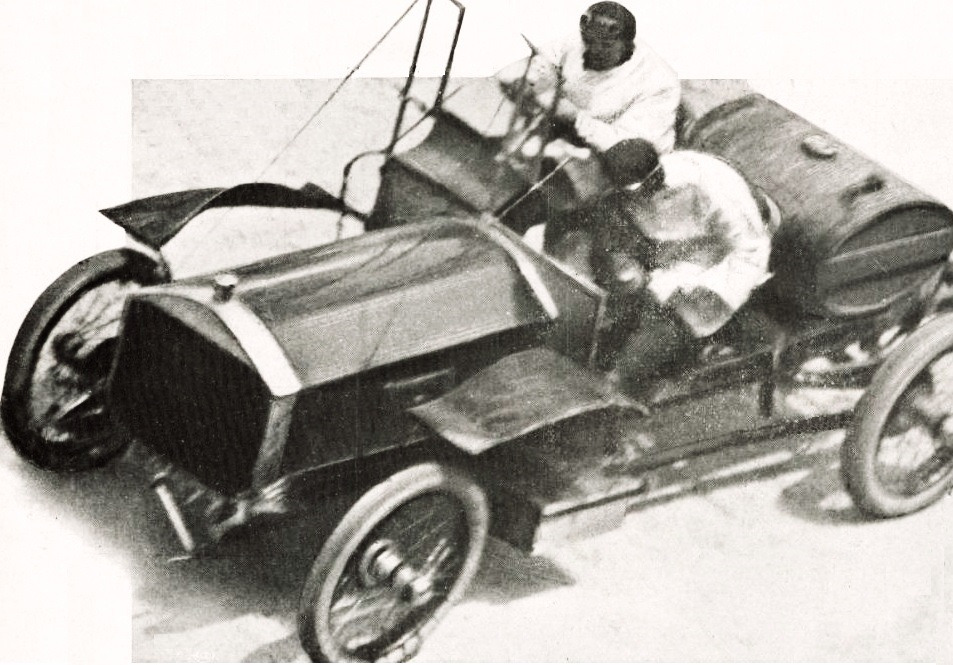
S.F. Edge lors de son record du monde des 24 heures sur Napier 60HP.
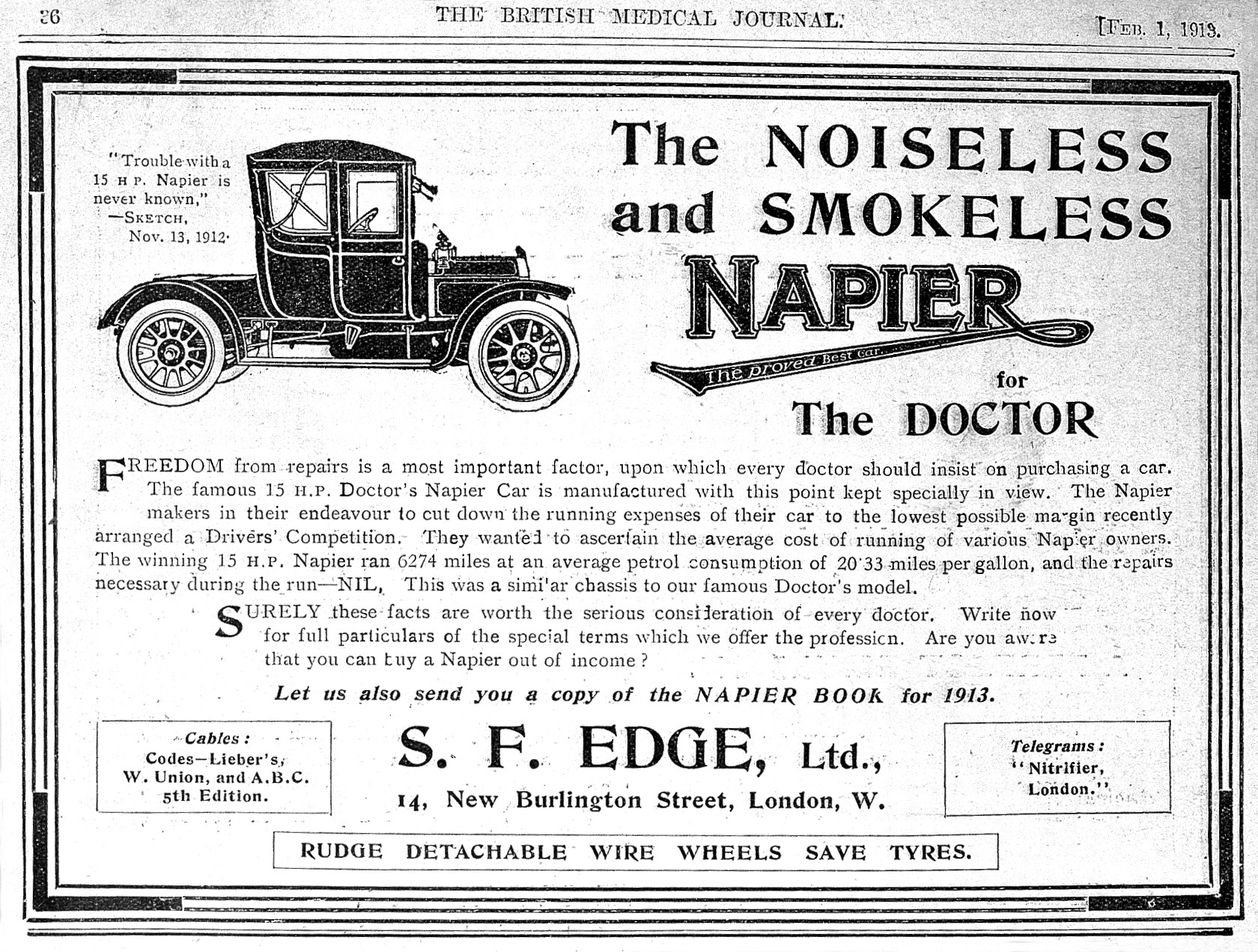
Publicité de S. F. Edge vantant les mérites d'une voiture Napier, 1913